# Acalolepta chinensis
Acalolepta chinensis là một loài bọ cánh cứng trong họ Cerambycidae.